# رون تالبوت
رون تالبوت (بالإنجليزية: Ron Talbot)‏ (26 نوفمبر 1903 في نيوزيلندا - 5 يناير 1983 في نيوزيلندا) هو لاعب كريكت نيوزلندي. شارك مع منتخب نيوزيلندا الوطني للكريكت.

## وصلات خارجية
- رون تالبوت على موقع إي آس بي آن كريك إنفو (الإنجليزية)